# Próchnowo-Duże Osady
Próchnowo-Duże Osady – osada w Polsce położona w województwie wielkopolskim, w powiecie chodzieskim, w gminie Margonin.